# Cronologia dei sistemi operativi
Questa voce presenta una lista di sistemi operativi in ordine cronologico, dalla nascita avvenuta nel 1957 ad oggi.

## Anni 195x
- 1957
  - BESYS

## Anni 196x
- 1961:
  - CTSS
- 1964:
  - OS/360 (annunciato)
- 1965:
  - Multics (annunciato)
  - OS/360 (disponibile)
  - Tape Operating System (TOS)
- 1966:
  - MS/8
- 1967:
  - CP/CMS
  - ITS
  - WAITS
- 1969:
  - ACP (IBM)
  - TENEX
  - Unix

## Anni 197x
- 1970:
  - DOS/BATCH 11 (PDP-11)
- 1971:
  - OS/8
- 1972:
  - MFT
  - MVT
  - RDOS
  - SVS
  - VM/CMS
- 1973:
  - Alto OS
  - RSX-11D
  - RT-11
  - VME
- 1974:
  - MVS (MVS/XA)
- 1976:
  - CP/M
  - TOPS-20
- 1977:
  - 1BSD Berkeley Software Distribution
- 1978:
  - Apple DOS 3.1 (primo sistema operativo di Apple)
  - TripOS
  - VMS
  - CPF
- 1979:
  - Apple DOS 3.2

## Anni 198x
- 1980:
  - Apple DOS 3.3
  - OS-9
  - QDOS
  - SOS
  - XDE (Tajo) (Xerox Development Environment)
  - XENIX
- 1981:
  - Aegis (Primo s.o. delle workstation Apollo/DOMAIN)[1]
  - MS-DOS
  - Xerox Star
- 1982:
  - SunOS (1.0)
  - Ultrix
- 1983:
  - Lisa OS
  - Coherent
  - ProDOS
  - GNU
- 1984:
  - Macintosh OS (System 1.0)
  - QDOS (sistema operativo del Sinclair QL)
  - QNX
  - UNICOS
- 1985:
  - AmigaOS 1.0
  - Atari TOS
  - MIPS OS
- 1986:
  - AIX
  - GS-OS
  - HP-UX
- 1987:
  - AmigaOS 1.2
  - Arthur
  - IRIX (la 3.0 è la prima versione prodotta da SGI)
  - MINIX
  - OS/2 1.0
- 1988:
  - A/UX (Apple Computer)
  - AmigaOS 1.3
  - LynxOS
  - MVS/ESA
  - OS/2 1.1
  - OS/400
- 1989:
  - NeXTSTEP 1.0
  - RISC OS
  - OS/2 1.2
  - SCO UNIX Release 3

## Anni 199x
- 1990:
  - AmigaOS 2.0
  - BeOS (v1)
  - OSF/1
- 1991:
  - kernel Linux
  - OS/2 1.3
- 1992:
  - AmigaOS 2.1, 3.0
  - OS/2 2.0
  - Solaris (la 2.0 è la prima versione non chiamata "SunOS")
- 1993:
  - FreeBSD
  - NetBSD
  - Plan 9
  - OS/2 2.1
  - Slackware Linux
  - Windows NT 3.1 (prima versione di NT)
- 1994:
  - AmigaOS 3.1
  - OS/2 2.11
  - OS/2 Warp 3.0
  - Red Hat Linux
- 1995:
  - Digital UNIX
  - OpenBSD
  - OS/390
  - Windows 95
- 1996:
  - Debian GNU/Linux 1.1 Buzz e Debian 1.2 Rex
  - OS/2 Warp 4.0
  - Windows NT 4.0
- 1997:
  - Debian GNU/Linux 1.3 Bo
  - Mac OS 7.6 (primo sistema operativo ufficialmente chiamato "Mac OS")
- 1998:
  - Debian GNU/Linux 2.0 Hamm
  - Windows 98
- 1999:
  - Debian GNU/Linux 2.1 Slink
  - AmigaOS 3.5
  - AROS (parte per la prima volta in modalità stand-alone)
  - Mac OS 8
  - Windows 98 SE (Second Edition)

## Anni 200x
- 2000:
  - AmigaOS 3.9
  - AtheOS
  - Debian GNU/Linux 2.2 Potato
  - Mac OS 9 e Mac OS X Public Beta
  - MorphOS 0.4 (versione "free distro" per Amiga con schede PowerPC)
  - Windows Millennium Edition (Me)
  - Windows 2000
- 2001:
  - AmigaOS 4 (maggio, annunciato)
  - Mac OS X Cheetah
  - Mac OS X Puma
  - Windows XP
  - z/OS
  - Haiku (ex OpenBeOS)
- 2002:
  - AROS (interfaccia grafica nativa ZUNE)
  - Debian GNU/Linux 3.0 Woody
  - Mac OS X Jaguar
  - Syllable
- 2003:
  - Mac OS X Panther
  - MorphOS 1.4.2
  - Windows Server 2003
- 2004:
  - AmigaOS 4.0 Developer PreRelease per gli AmigaOne
  - MorphOS 1.4.3
  - Ubuntu 4.10 Warty Warthog
  - KolibriOS
- 2005:
  - Debian GNU/Linux 3.1 Sarge
  - Gentoo Linux 2005.0
  - Mac OS X Tiger
  - MorphOS 1.4.4 e MorphOS 1.4.5
  - Pardus 1.0
  - SUSE Linux 10.0 OSS (openSUSE)
  - Ubuntu 5.04 Hoary Hedgehog e Ubuntu 5.10 Breezy Badger
  - Windows Server 2003 x64 Edition
  - Windows XP Professional x64 Edition
  - YellowTAB ZETA (BeOS Clone) 1.0 (1º luglio 2005)
- 2006:
  - AmigaOS 4.0 Final
  - Pardus 2007
  - SUSE Linux 10.1 OSS (openSUSE) e openSUSE 10.2
  - Ubuntu 6.06 LTS Dapper Drake e Ubuntu 6.10 Edgy Eft
- 2007:
  - Debian GNU/Linux 4.0 Etch
  - Mac OS X Leopard
  - openSUSE 10.3
  - Ubuntu 7.04 Feisty Fawn e Ubuntu 7.10 Gutsy Gibbon
  - Windows Vista
- 2008:
  - openSUSE 11.0 e openSUSE 11.1
  - Ubuntu 8.04 LTS Hardy Heron
  - Ubuntu 8.10 Intrepid Ibex
  - Windows Server 2008
- 2009:
  - Debian GNU/Linux 5.0 Lenny
  - openSUSE 11.2
  - Ubuntu 9.04 Jaunty Jackalope
  - Fedora Core 11 Leonidas
  - OS X Snow Leopard
  - Windows 7
  - Ubuntu 9.10 Karmic Koala
  - Visopys0.69
  - MenuetOS

## Anni 201x
- 2010:
  - Ubuntu 10.04 LTS Lucid Lynx
  - openSUSE 11.3
  - Ubuntu 10.10 Maverick Meerkat
- 2011:
  - Debian GNU/Linux 6 Squeeze
  - openSUSE 11.4 e openSUSE 12.1
  - OS X Lion
  - Ubuntu 11.04 Natty Narwhal
  - Ubuntu 11.10 Oneiric Ocelot
- 2012:
  - OS X Mountain Lion
  - Fedora 17 Beefy Miracle
  - Ubuntu 12.04 LTS Precise Pangolin
  - openSUSE 12.2
  - Windows 8
  - Ubuntu 12.10 Quantal Quetzal
- 2013:
  - Fedora 18 Spherical Cow
  - openSUSE 12.3
  - Ubuntu 13.04 Raring Ringtail e Ubuntu 13.10 Saucy Salamander
  - Debian GNU/Linux 7 Wheezy
  - OS X Mavericks
  - Parrot Security OS (da 0.2 a 0.7)
  - Windows 8.1
- 2014
  - AmigaOS V. 4.1 Final Edition
  - Gajj Linux
  - Lubit GNU/Linux 3
  - Parrot Security OS 1.0
  - Ubuntu 14.04
  - OS X Yosemite
- 2015
  - Windows 10  (versione beta disponibile dal 1º ottobre 2014) e pubblicato il 29 luglio
  - Ubuntu 15.04
  - Parrot Security OS 2.0
  - Debian GNU/Linux 8 Jessie
  - OS X El Capitan
- 2016
  - Windows Server 2016
  - AmigaOS V. 4.1 Final Edition Update 1
  - macOS Sierra
- 2017
  - MacOS 10.13 High Sierra
- 2018
  - Windows Server 2019
  - MacOS 10.14 Mojave
- 2019
  - MacOS 10.15 Catalina

## Anni 202x
- 2020:
  - Haiku (sistema operativo) R1/beta2
  - MacOS 11 Big Sur
- 2021
  - Windows 11
  - MacOS 12 Monterey